# Aetna

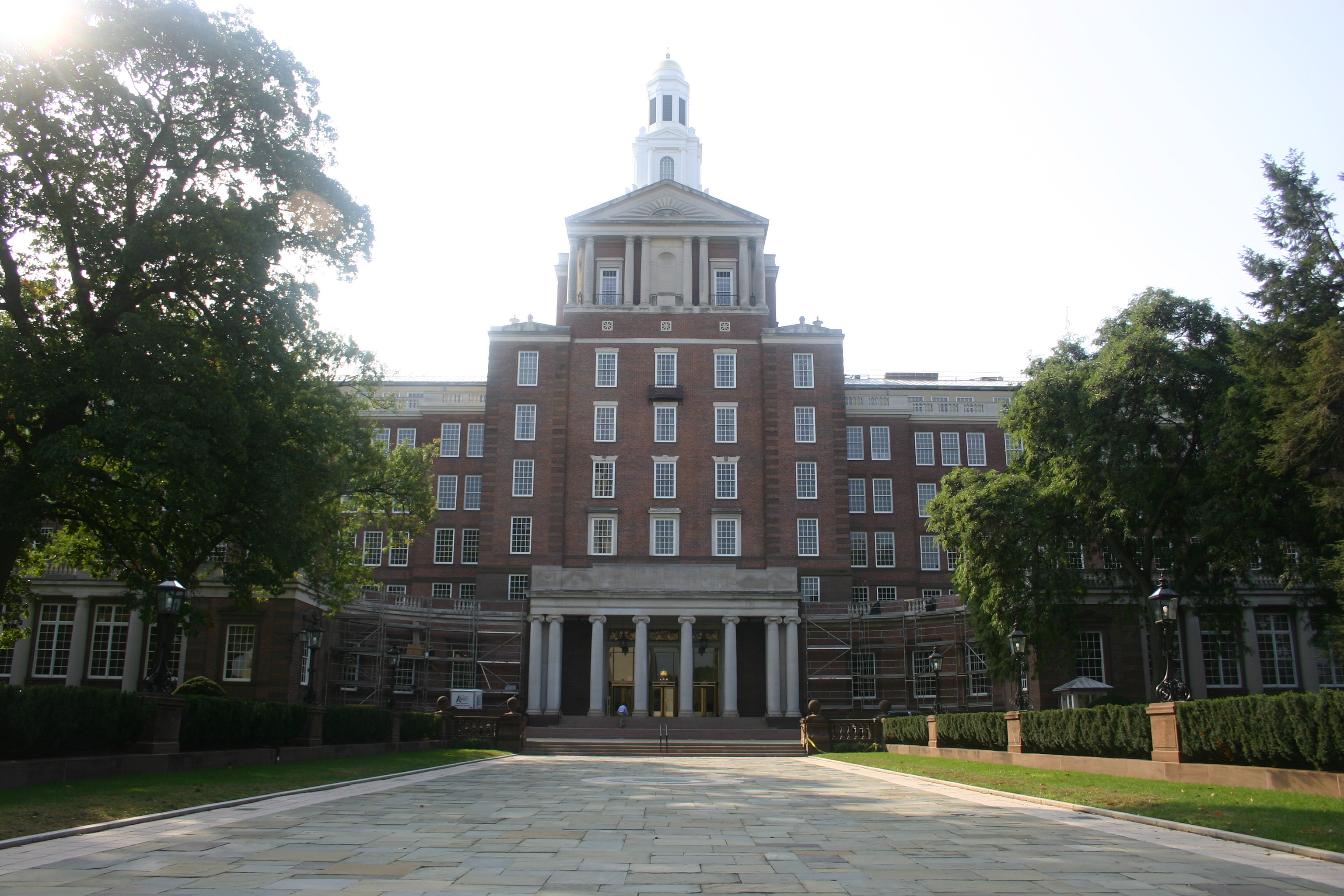
La sede de Aetna

Aetna, Inc. (NYSE: AET) es una empresa de los Estados Unidos que ofrece servicios de seguros. Tiene su sede en Hartford, Connecticut. y es miembro de Fortune 500. El nombre, Aetna, es un homenaje de Etna. En la actualidad, Ronald A. Williams es el jefe (chairman), y Mark T. Bertolini es el CEO y presidente. Tiene 34.314 empleados.